# Выборы в Магаданскую областную думу (2005)
Выборы депутатов Магаданской областной думы четвёртого созыва прошли 22 мая 2005 года. На выборах было 4 партии и вариант «Против всех». Явка составила 38,16 % (пришло 48 694 избирателя). На выборах победила партия Единая Россия, здоровую конкуренцию ей составила Российская Партия Пенсионеров. Региональная ГТРК не предоставляла бесплатное эфирное время кандидатам. В 2006 году прошли довыборы в думу в связи с Уставом Магаданской области, которая требует 25 депутатов(в 2-х округах победил вариант "Против всех"). 6 июня председателем был избран Александров Александр Павлович. В состав думы вошло 3 фракции — ЛДПР, РПП(после 2007 - Справедливая Россия) и Единая Россия.

## Блок «Наша Родина — Колыма»
Партии СПС, «Яблоко» и ДПР объядинились в один блок. 4 мая 2005 года избирком объявили о лишении регистрации данного блока. Официальной причиной стало снятие трети (8 из 24) депутатов по списку. Правые дали несколько пресс-конференций, где сообщили что их вынудили отказаться. Доказать это они не смогли. Правые, озвучивая либеральные идеи, вполне могли собрать голоса потомков репрессированных и зэков, коих немало в Магаданской области.

## Распределение кандидатов
Выборы прошли по смешанной системе. 12 депутатов по единому округу, 12 по одномандатным округам.

### КПРФ
Коммунисты получили 3 мандатов. Провал связывают с антикоммунизмом из-за сталинских репрессий.

### Единая Россия
Единая Россия получило 16 мест. 5 по единому округу и 11 по одномандатным округам. Заняв более 60 % думы. Руководителем фракции стал Васильчук Владимир Александрович.

### ЛДПР
ЛДПР заняли 3 место получив 3 мандата. В 2007 из фракции вышел 1 депутат, в связи с чем фракция была расформирована.

### РПП
РПП составили большую конкуренцию Единой России, и получили 3 мандата набрав 20%. В 2003 году на выборах в Госдуму партия набрала 3 % и за 2 года увеличила рейтинг в 6-7 раз. В 2007 партия вошла в состав Справедливой России. Руководителем фракции стал Новиков Игорь Анатольевич. Спустя 15 лет после выборов, в 2020ом она собрала 4,79 % и почти прошла в думу.